# Rio Bambui
Rio Bambui är ett vattendrag i Brasilien.   Det ligger i delstaten Minas Gerais, i den sydöstra delen av landet, 500 km sydost om huvudstaden Brasília.
Omgivningarna runt Rio Bambui är huvudsakligen savann. Runt Rio Bambui är det ganska glesbefolkat, med 48 invånare per kvadratkilometer.